# El Ceremeño
El Ceremeño es un castro celtibérico y yacimiento arqueológico situado en el término municipal de Herrería, al noreste de la provincia de Guadalajara en la Comunidad autónoma de Castilla-La Mancha.

## Yacimiento
El castro celtibérico se halla situado sobre un cerrete a cuyo pie discurre el pequeño río Saúco, afluente del río Gallo, no es un hábitat aislado , ya que otra serie de castros jalonan el recorrido de este arroyo. Se encuentra no lejos del actual casco urbano y cerca de la carretera N-211, antigua calzada romana.
El poblado está situado, en el valle del arroyo aprovechando las tierras más fértiles y propicias para la producción agrícola en una comarca de tierras no especialmente buenas y con un clima de gran dureza.
Este poblado fortificado o "castro" fue descubierto casualmente por vecinos durante los años 1980. Tiempo después un grupo de adolescentes de Molina de Aragón comenzó su excavación y puso en conocimiento de órganos nacionales su existencia, para que se comenzara una investigación del castro.
A lo largo de varias campañas se han realizado excavaciones arqueológicas en extensión, dirigidas por María Luisa Cerdeño, profesora de Historia de la Universidad Complutense.

## El castro

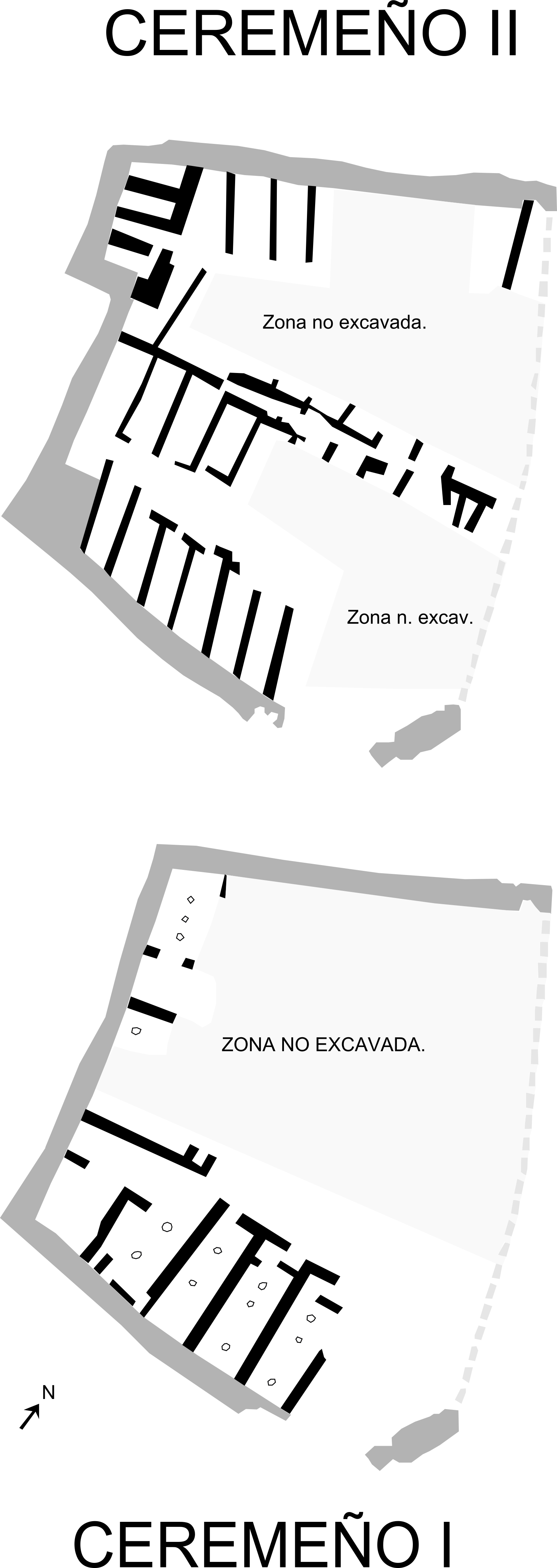
Plano de las dos ocupaciones del castro

El poblado es un recinto de unos 2000 m², ubicado sobre un cerro testigo en la vega del río Saúco, lo que le confiere una buena posición estratégica tanto desde el punto de vista económico como defensivo, reforzado esto último por una espectacular muralla de piedra que rodea su perímetro.

### Viviendas
El espacio que ocupa el castro y la distribución de sus estructuras se conoce bien pues las excavaciones han descubierto la mitad de su extensión y la totalidad de su dimensión. La disposición de los elementos arquitectónicos de las dos ocupaciones siguen el modelo de poblado de "espacio/calle central" con las viviendas dispuestas perimetralmente dando la parte trasera a la muralla y abriendo las puertas al interior; quizás una plaza en la fase más antigua. En la más reciente los recintos se articulan en torno a dos calles paralelas que discurren este-oeste.
Las viviendas descubiertas tienen un tamaño que oscila entre los 30 y 50 m² y constan de dos o tres estancias interiores: un vestíbulo, una gran habitación central, donde se situaba el hogar y la despensa al fondo donde guardaban las provisiones. Se han encontrado también, algunas vasijas de almacenamiento que contenían diferentes productos como trigo, cebada, mijo y bellotas, indicando los productos básicos de su dieta.

### La muralla

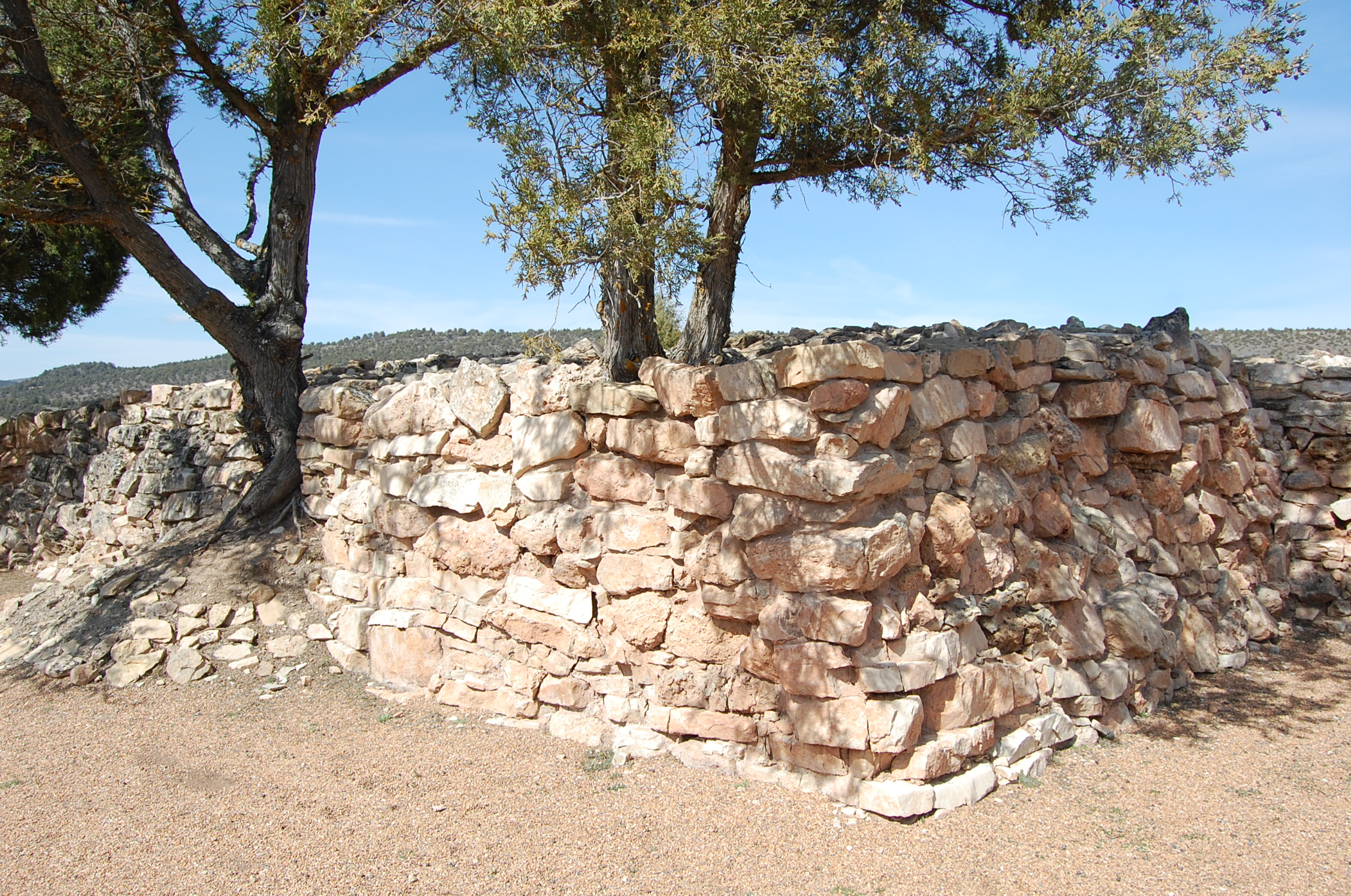
Vista del torreón.

Consta El Ceremeño de una muralla que, actualmente, rodea en gran parte el perímetro del cerro, aunque hoy solo quedan completos sus costados sur y oeste y los cimientos del lado norte. La muralla es de sillares y lajas de piedra caliza, de una anchura de 2 a 2,5 metros y hasta 2 de altura y un perímetro conservado de alrededor de 85 metros.
En la segunda ocupación del castro se modificó la configuración de la muralla, añadiendo en la esquina sureste un torreón y un codo en la esquina oeste, para evitar el flanqueo de la torre.

## La necrópolis
En la parte baja del valle, en la zona de vega, enfrente del cerro se ha localizado la necrópolis del poblado, con una utilización continuada a lo largo de la ocupación del castro.
Muchos de los objetos hallados, junto con fotografías, memoria de la excavación y explicación de su significado, se muestran en un pequeño museo localizado en el edificio del Ayuntamiento. 